# Робін Гуд (фільм, 2010)
«Ро́бін Гуд» (англ. Robin Hood) — британсько-американський художній фільм Рідлі Скотта, знятий за мотивами легенд про Робіна Гуда, з Расселом Кроу у головній ролі. Прем'єра фільму відбулася 7 травня 2010 року, в Україні — 12 травня 2010. Робота над фільмом почалася в 2007 році, коли Universal придбала сценарій під назвою «Ноттінгем» (англ. Nottingham), в якому розповідалося про героїчного шерифа Ноттінгемського, якого повинен був грати Кроу. Скотта не влаштував сценарій, що призвело до затримки зйомок. Протягом 2008 року його було переписано в історію про Робіна Гуда, що став злочинцем, зі збереженням ролі шерифа як частини історії. «Ноттінгем» було перейменовано для того, щоб назва фільму виглядало більш традиційно.

## Сюжет
У фільмі Робін — стрілець з армії Річарда Левине Серце, а лиходії — французи. Після смерті Річарда Робін повертається в Ноттінгем, стає злочинцем і намагається підкорити серце овдовілої леді Меріон. Продюсер Марк Шмюгер заявив: «Це історія про те, як Робін Гуд став злочинцем, і про те, як ті хлопці стали Веселими розбійниками з Шервудського лісу.»

## У ролях
- Рассел Кроу[5] — Робін Гуд
- Кейт Бланшетт — Леді Меріон[en]
- Макс фон Сюдов — сер Волтер Локслі
- Марк Стронг — сер Годфрі
- Вільям Герт — Вільям Маршал, 1-й граф Пембрук
- Оскар Айзек — принц Джон
- Денні Г'юстон — Річард I Левове Серце
- Ейлін Еткінс — Елеонора Аквітанська
- Марк Едді — Брат Тук
- Саймон Макберні — Отець Танкред
- Леа Сейду — принцеса Ізабелла
- Кевін Дюранд — Малятко Джон[en]
- Скотт Краймс — Вілл Скарлет[en]
- Меттью Макфедьєн — Шериф Ноттінгема[en]
- Алан Дойл — Алан-а-Дейл
- Жонатан Заккаї — Філіп, король Франції
- Ральф Айнесон — північанин
- Керрі Інґрам — дитина